# The Big Picture (Big L)
The Big Picture è il secondo album del rapper Big L. Pubblicato dopo la sua morte, è stato concepito e realizzato secondo le volontà del giovane di Harlem.
Uscito l'11 agosto del 2000, fu trainato dal singolo "Holdin It Down" con la collaborazione di Stan Spit e di A.G., membro della D.I.T.C.. Nell'album era contenuta anche la famosa "Ebonics", come il singolo "Flamboyant", che raggiunse la numero 1 nelle classifiche rap del periodo. In The Big Picture compaiono pesi massimi dell'hip-hop statunitense come Fat Joe, Kool G Rap, Big Daddy Kane e 2Pac.

## Tracce
1. The Big Picture (Intro) – 2:59 (Lamont Coleman, Christopher Martin) – DJ Premier
2. Ebonics (Criminal Slang) – 3:21 (Coleman, Rondell Turner) – Ron Browz
3. Size ’Em Up – 3:55 (Coleman, Turner) – Ron Browz
4. Deadly Combination (featuring  2Pac) – 2:32 (Coleman, Ronald Bowser, Tupac Shakur) – Ron G
5. '98 Freestyle – 2:09 (Coleman) – Lord Finesse
6. Holdin' It Down (featuring  A.G., Miss Jones & Stan Spit) – 4:39 (Andre Barnes, Coleman, Peter Phillips, Stan Draton, Tarsha Jones) – Pete Rock
7. The Heist – 3:02 (Coleman, Turner) – Ron Browz
8. The Enemy (featuring Fat Joe) – 2:48 (Coleman, Joseph Cartagena, Martin) – DJ Premier
9. Fall Back (featuring Kool G Rap) – 2:49 (Coleman, James Elite, Nathaniel Wilson, Shomari Jackson) – Shomari
10. Flamboyant – 3:07 (Bobby Ervin, Coleman, Gail Farrell, Mickael Heron) – Mike Heron
11. Casualties of a Dice Game – 3:18 (Coleman, Turner) – Ron Browz
12. Platinum Plus (featuring Big Daddy Kane) – 3:37 (Antonio Hardy, Coleman, Martin) – DJ Premier
13. Who You Slidin' Wit (featuring Stan Spit) – 4:13 (Coleman, Draton, Phillips) – Pete Rock
14. Games (featuring Guru & Sadat X) – 4:32 (Coleman, Derek Murphy, Keith Elam, Leroy Southwell) – Ysae
15. The Heist Revisited – 3:01 (Coleman, Robert Hall) – Lord Finesse
16. The Triboro (featuring Fat Joe, O.C. & Remy Ma) – 5:29 (Coleman, Cartagena, Omar Credle, Reminisce Mackie, Rodney Lemay) – Showbiz

## Singoli estratti
| Single information                                                                                                  |
| --- |
| "Ebonics (Criminal Slang)" - Uscita: 1998 - B-side: "Size 'Em Up"                                                   |
| "We Got This" [Non Album Single] - Uscita: 4 luglio 1999 - B-side: "The Heist", "Day One '99 (Live From Amsterdam)" |
| "Flamboyant" - Uscita: 30 maggio 2000 - B-side: "On The Mic"                                                        |
| "Platinum Plus" - Uscita: 2001 - B-side: "Still Here", "'98 Freestyle Pt. 2"                                        |

## Posizione nella classifica degli album
| Anno | Album           | Posizione     | Posizione              | Posizione                       |
| Anno | Album           | Billboard 200 | Top R&B/Hip Hop Albums | Year-End Top R&B/Hip-Hop ALbums |
| 2000 | The Big Picture | numero 13     | numero 2               | numero 89                       |

## Posizione nella classifica dei singoli
| Anno | Canzone      | Posizione         | Posizione                        | Posizione                     | Posizione       |                   |
| Anno | Canzone      | Billboard Hot 100 | Hot R&B/Hip-Hop Singles & Tracks | Hot R&B/Hip-Hop Singles Sales | Hot Rap Singles | Hot Singles Sales |
| 2000 | "Flamboyant" | -                 | numero 39                        | numero 2                      | numero 1        | numero 20         |